# Neoconservatorismo
Il neoconservatorismo è un movimento politico internazionale di origine statunitense, di orientamento conservatore, interventista, occidentalista e filo-americanista i cui aderenti sono detti "nuovi conservatori" o "neo conservatori".                                           
Riguardo alle tematiche sociali, i neoconservatori (detti anche neocon, sia dagli ammiratori che dai critici) non si oppongono più di tanto ai principi del "big government" degli Stati Uniti e propongono solo limitate restrizioni alla spesa sociale.
Dal punto di vista strettamente americano, in politica estera il movimento sostiene, dopo la fallimentare esperienza vietnamita, l'utilizzo della forza militare (se necessario in maniera unilaterale) per sostituire governi dittatoriali e democrazie sovrane con governi fantoccio a loro subordinati utilizzando i mass media come grancassa propagandistica per giustificare il loro operato.
Questa visione è contraria all'internazionalismo, al realismo e all'isolazionismo. Molti neocon sono favorevoli all'atlantismo e al sionismo.
Il prefisso "neo" assume una pluralità di significati. In primo luogo denota la "novità" dell'approdo ad idee conservatrici di gran parte dei primi neocon, che provenivano in genere da culture politiche di sinistra, erano liberal (se non socialisti o trotzkisti) e simpatizzanti del Partito Democratico. Sotto un altro profilo, indica la relativa "novità" del movimento, consolidatosi solo negli anni settanta, rispetto ai più consolidati e tradizionali orientamenenti del conservatorismo nordamericano (esistono intellettuali neocon anche in Canada). Infine, ma non meno importante, serve a distinguere le tematiche di questa scuola da quelle portate avanti dai conservatori "tradizionali" oppure dai cosiddetti "paleoconservatori" ma anche dai libertariani, figure antagoniste nell'ambito della cultura conservatrice statunitense.
Il neoconservatorismo moderno è spesso associato a riviste come Commentary e The Weekly Standard, oppure all'attività di think tank come l'American Enterprise Institute (AEI) e Project for the New American Century (PNAC). Ai neoconservatori è stato spesso attribuita una grande influenza sulla politica estera degli Stati Uniti, soprattutto in quella svolta dalle amministrazioni repubblicane di Ronald Reagan (1981-1989) e di George W. Bush (a partire dagli attacchi terroristici dell'11 settembre 2001).

## Neoconservatorismo: definizione e idee

### Origini
il movimento neoconservatore venne fondato come un gruppo di intellettuali, analisti politici, funzionari (noti anche come neocons), sviluppatosi negli USA dalla fine degli anni '60.
Il termine comparve in quegli anni per indicare quegli esponenti progressisti che, delusi dall'atteggiamento del Partito Democratico sulla guerra del Vietnam e preoccupati dall'ondata pacifista che a loro giudizio minacciava di incrinare la lotta contro il comunismo e i valori della società americana, strinsero alleanze con la destra repubblicana. Tra i padri fondatori vi sono Irving Kristol, Joshua Muravchik, Norman Podhoretz; importante fonte ispiratrice fu il pensiero del filosofo Leo Strauss. 
Durante gli anni della presidenza di Reagan la visione neo conservatrice guadagnò influenza nel Partito Repubblicano, rinsaldata e con una rinnovata notorietà dopo gli attentati dell'11 settembre 2001, quando la Casa Bianca adottò una strategia di sicurezza che recepisce in buona parte tali strategie.

### Termine e visioni generali
Il significato del termine è notevolmente cambiato nel tempo. James Bryce lo presentava come un neologismo nel suo Modern Democracies (1921). In "The Future of Democratic Values" pubblicato sul numero di Partisan Review, di luglio e agosto 1943, Dwight MacDonald si lamentava dei "neoconservatori della nostra epoca, che rifiutano gli assunti del materialismo, la Natura Umana e il Progresso". Citava ad esempio Jacques Barzun, che stava cercando "di combinare valori progressisti e concetti conservatori".
Nei primi anni settanta lo scrittore e attivista socialista Michael Harrington usò il termine in una maniera simile a quella di MacDonald, per connotare ex membri della sinistra che si erano spostati sensibilmente a destra – e che Harrington definiva sarcasticamente "socialisti per Nixon". In queste prime accezioni, i neoconservatori rimanevano sostenitori del welfare state, ma si distinguevano dal resto della sinistra per la loro alleanza con la politica estera dell'amministrazione Nixon, specialmente riguardo all'anticomunismo, al sostegno della guerra nel sud-est asiatico e alla forte avversione nei confronti dell'Unione Sovietica. L'appoggio al welfare state non è, peraltro, connesso all'uso moderno del termine.
Secondo i critici i neoconservatori sostengono una politica estera aggressiva, condotta all'occorrenza in modo unilaterale e poco attenta al consenso internazionale, costruito attraverso organizzazioni come le Nazioni Unite. Secondo i membri del movimento, d'altronde, la sicurezza nazionale è salvaguardata promuovendo democrazia e libertà nel mondo attraverso il supporto di gruppi pro-democrazia, aiuti stranieri e attacchi militari all'occorrenza. Ciò si distacca dalla tradizionale tendenza conservatrice (e non solo) di appoggiare regimi allineati in materia di commercio e anti-comunismo anche al costo di minare regimi democratici già esistenti. L'autore Paul Berman nel suo libro Terror and Liberalism descrive questa concezione con le parole "Libertà per gli altri significa sicurezza per noi. Lasciateci provare a liberare gli altri."
Accademicamente, il termine "neoconservatore" è più spesso riferito a giornalisti, consiglieri politici, analisti e istituzioni collegati alla fondazione Project for the New American Century (PNAC) e alle riviste Commentary e The Weekly Standard più che con tradizionali istituzioni conservatrici, come la Heritage Foundation o periodici come Policy Review o National Review.

Policy Review  è stato il giornale di punta della Heritage Foundation dal 1977 a marzo 2013, data della sua chiusura. Nel 2001 fu acquisito dal'Istituto Hoover dell'Università di Stanford, mentre la sede rimase al Circolo DuPont di Washington DC.
Secondo Irving Kristol, precedente caporedattore del Commentary e adesso membro anziano dell'istituto conservatore American Enterprise Institute di Washington ed editore della rivista dei "falchi" The National Interest, un neoconservatore è un "liberal colpito dalla realtà" ossia una persona con idee progressiste passata al conservatorismo dopo aver visto l'impatto pratico delle politiche liberal, sia all'estero che all'interno del paese.
Per alcuni i precedenti intellettuali del neoconservatorismo possono essere ricercati nei lavori del filosofo politico Leo Strauss. Anche se Strauss ha raramente sostenuto argomenti di politica estera, ad opinione di alcuni Strauss ha influenzato la visione di politica estera dei governi neo-conservatori, soprattutto riguardo l'applicazione del diritto internazionale in situazioni in cui è implicato il terrorismo. Inoltre gli studi di Strauss sulla scrittura reticente secondo alcuni spiegherebbero alcune posizioni del movimento neoconservatore in tema di etica sociale e di tutela dei valori tradizionali come applicazione concreta dell'idea che anche se cultura e moralità sono solo una invenzione dell'autorità dei filosofi/profeti, sono tuttavia elemento indispensabile di ogni società umana.

## Sunto delle teorie neoconservatrici
I neoconservatori, durante la guerra fredda, hanno sostenuto un energico anticomunismo. Riguardo a questioni di politica interna, il movimento ha propugnato una spesa sociale superiore a quella solitamente ritenuta accettabile dai libertari e dai conservatori tradizionali e simpatizzato per il movimento dei diritti civili a favore dei neri e delle altre minoranze. Dal punto di vista della politica estera (quella più importante nell'identificazione delle teorie neoconservatrici), l'agenda ritenuta auspicabile è meno deferente alle concezioni tradizionali della diplomazia e del diritto internazionale, oltre che meno incline ai compromessi sulle questioni di principio, anche se ciò porta ad agire unilateralmente. Altre caratteristiche che in genere accomunano i neoconservatori sono la preferenza per il libero commercio internazionale, il sostegno ad Israele e a Taiwan, l'opposizione ai regimi del Medio Oriente sospettati di collusioni col terrorismo.
Il movimento simpatizza per la concezione del presidente democratico Woodrow Wilson, diretta a diffondere all'estero gli ideali americani riguardo al governo, all'economia e alla cultura politica, anche se tende a rigettare la tipica fede wilsoniana, secondo cui questi risultati sarebbero raggiunti attraverso le organizzazioni internazionali ed i trattati.
Nella concezione della politica estera, il movimento si allontana anche dall'interventismo di Theodore Roosevelt. Per Roosevelt, gli strumenti del diritto internazionale erano inefficaci e solo l'equilibrio delle forze garantiva gli interessi del paese. Gli Stati Uniti avrebbero dovuto intervenire soltanto quando l'equilibrio delle forze fosse stato minacciato da una nuova minacciosa potenza. I neoconservatori vanno oltre, sostenendo la prevenzione, ovvero la necessità di colpire il nemico prima che questo colpisca noi. Le minacce di oggi sono, oltre al terrorismo internazionale, i regimi tirannici che, per rendersi credibili, devono dimostrare necessariamente la vulnerabilità del nemico: di qui la risposta neoconservatori che giustifica l'uso della forza per provocare i cambiamenti di regime.
Comparati con le altre tendenze del conservatorismo statunitense, i neoconservatives sono caratterizzati, come si è visto, da una maggiore spinta interventista in politica estera, causata da motivazioni morali. Dal punto di vista della politica interna, la teoria neocon è meno attenta alle istanze tradizionali del "conservatorismo sociale" (aborto, religione, valori etici) e a quelle libertarie e neoliberiste tendenti ad un "governo minimo".

### La tematica religiosa
Tuttavia, secondo alcune analisi, la tematica religiosa avrebbe una certa importanza all'interno dei neocon. Daniel Tanguay sulla rivista Commentaire ha scritto un articolo in cui parla di una tacita alleanza tra intellettuali neocon e destra religiosa:
politiche sociali generose, in primis la distruzione delle famiglie, l’anomia sociale, il diffondersi di violenza e criminalità nei ceti più sfavoriti. E dall’altro il rigetto dell’edonismo individualista e libertario praticato dai ceti medi,che si immaginavano progressisti e all’avanguardia, mentre non facevano altro che minare le fondamenta del vivere civile. Da qui la necessità del riarmo morale, in nome di valori borghesi, come la responsabilità del singolo, la costanza nello sforzo, l’autosacrificio, il lavoro, la famiglia. E soprattutto il ricorso alla religione per riaffermarne la legittimità politica. I neocon dunque non fanno altro che riattingere a piene mani alla religione come correttivo democratico, secondo la tesi famosa di Tocqueville che vide in essa un fattore di moderazione e stabilità della democrazia in America. (Marina Valensise, Il Foglio 21 ottobre 2006)»

### Differenze con altre tipologie di Conservatori
La maggioranza di coloro attualmente considerati "neoconservatori" sono membri del Partito Repubblicano (Republican Party).
Mentre i neoconservatori sono sempre stati sulla stessa linea elettorale degli altri conservatori, hanno sostenuto le stesse amministrazioni presidenziali e hanno spesso ignorato le differenze ideologiche fra i conservatori e i politici di sinistra, ci sono evidenti differenze tra i neocons e le visioni tradizionali o "paleoconservatrici".
In particolare, i neoconservatori discordano sulla visione nativista e protezionista e sull'isolazionismo del conservatorismo americano, una volta impersonificato dall'ex repubblicano "paleoconservatore" Pat Buchanan, e sul tradizionale approccio pragmatico alla politica estera spesso associato a Richard Nixon, che in genere mantenne una politica di pragmatica alleanza coi dittatori; una politica di pace attraverso la negoziazione, di diplomazia e di controllo " détente and containment " — piuttosto che di "rollback" con l'Unione Sovietica; e l'inizio del progetto che portò a legami fra la Repubblica Popolare Cinese (RPC) e gli Stati Uniti.
Gli scrittori neoconservatori hanno frequestemente espresso ammirazione per la politica estera interventista di Theodore Roosevelt. La politica estera neoconservatrice viene definita un "rollback del Comunismo" (defined by advocacy of a "rollback" of Communism), un'idea scaturita sotto la presidenza Eisenhower da John Foster Dulles), ad opposizione della politica di contenimento,dominante negli Stati Uniti dall'inizio della guerra fredda e durante l'amministratzione Carter. Periodici influenti come il Commentary, The New Republic, The Public Interest, e The American Spectator e successivamente The Weekly Standard sono nati da importanti neoconservatori o in ogni caso ospitano gli articoli di scrittori neoconservatori. In politica estera, secondo i critici i neoconservatori hanno una visione del mondo in termini di 1939, paragonando l'azione di avversari diversi come l'Unione Sovietica, Osama bin Laden (e, ancora, l'estremismo islamico, definito anche islamofascismo da molti neoconservatori) e la Cina ai nazisti tedeschi e al Giappone.

### Critiche al termine neoconservatorismo
Relativamente pochi tra coloro che vengono identificati come neoconservatori accettano l'etichetta.
I critici del termine sostengono che manca di una definizione coerente o che è coerente solo nel contesto della guerra fredda.
Il fatto che l'uso del termine "neoconservatore" sia rapidamente cresciuto a partire dalla Guerra in Iraq è citato dai neocon come una prova che esso sia largamente irrilevante nel lungo termine. David Horowitz, un sedicente leader neocon, ha esplicato questa critica in una recente intervista con un quotidiano italiano:
Analogamente, molti altri hanno supposto che i neocon credono che il termine sia stato adottato dalla sinistra politica per stereotipizzare i sostenitori della politica estera dell'amministrazione di George W. Bush. Altri ancora hanno paragonato le descrizioni di neoconservatorismo alla teoria della cospirazione ed attribuiscono il termine all'antisemitismo. Paul Wolfowitz ha denunciato il termine come un'etichetta senza significato, affermando:
Jonah Goldberg ed altri hanno respinto l'etichetta in quanto trita e troppo usata, affermando che "non c'è niente di 'nuovo' in me: non sono mai stato altro che conservatore." Altri critici hanno sostenuto analogamente che il termine è diventato senza senso a causa di un uso eccessivo ed inconsistente. Ad esempio, Dick Cheney e Donald Rumsfeld sono spesso identificati come leader neocon nonostante il fatto che entrambi siano stati per tutta la vita dei conservatori repubblicani (anche se Cheney ha dato a voce il proprio appoggio alle idee di Irving Kristol). Così, simili critici rigettano la pretesa per la quale esiste un movimento neocon separato dal tradizionale conservatorismo americano.
Altri conservatori tradizionali sono altrettanto scettici dell'uso attuale del termine, e a loro può non piacere essere associati con questo stereotipo, o anche con le supposte priorità dei "neocon". Il giornalista conservatore David Harsanyi ha scritto che "in questi giorni sembra che anche un sostegno moderato all'azione militare contro i dittatori ed i terroristi ti qualifichi come neocon."
Durante gli anni '70, ad esempio, in un libro scritto da Peter Steinfels sul movimento, l'uso del termine neoconservatore non è mai stato identificato con le opere di Leo Strauss. La quasi sinonimia, in alcuni ambienti, tra neoconeservatorismo e straussianismo è un fenomeno molto più recente, il quale suggerisce che forse i due movimenti piuttosto distinti si sono fusi in uno, nei fatti o negli occhi di alcuni spettatori.

### Uso peggiorativo del termine
Questo termine è spesso usato in modo dispregiativo da parte dei paleoconservatori (che oppongono il neoconservatorismo alla visione politica di Destra) e dai rappresentanti del Partito Democratico degli Stati Uniti (che lo oppongono invece alla visione politica di Sinistra).
Negli ultimi tempi, il termine Neocon è stato utilizzato dai Democratici per criticare l'azione del Partito Repubblicano e i leader dell'amministrazione Bush jr.

## Storia del movimento neoconservatore

### Grande depressione e seconda guerra mondiale
I "nuovi" conservatori inizialmente arrivarono a questa visione partendo dalla sinistra politica, specialmente come risposta a sviluppi chiave nella moderna storia americana.
I precursori del neoconservatorismo erano generalmente dei liberal o dei socialisti che supportavano fortemente la seconda guerra mondiale, e che negli anni '30 erano influenzati dalle idee di newdealisti, sindacalisti e trotskisti, in particolare quelli che in politica seguivano le idee di Max Shachtman. Un numero di futuri conservatori come Jeane Kirkpatrick e Ken Adelman in gioventù erano shachtmanisti, mentre altri in seguito fecero parte dei Socialdemocratici americani (SDUSA). Gran parte dei neoconservatori, comunque, negheranno strenuamente, anche contro l'evidenza, di essere mai stati shachtmanisti.
L'opposizione alla strategia di deterrenza nei confronti dell'Unione sovietica ed alle visioni dell'antisovietica ed anticapitalista Nuova Sinistra, che emerse negli anni '50, avrebbero causato lo strappo dei neoconservatori con il "liberal consensus" del primo dopoguerra. I primi teorici "neoconservatori", come Irving Kristol e Norman Podhoretz, furono spesso associati con Commentary, una rivista all'interno della quale la loro evoluzione intellettuale è piuttosto evidente nel corso di quegli anni. Durante gli anni '50 ed i primi anni '60 i primi neoconservatori erano dei socialisti anticomunisti che sostenevano fortemente l'American Civil Rights Movement, l'integrazione razziale e Martin Luther King.

### Strappo con la Nuova Sinistra e con la Great Society
Se inizialmente le visioni della Nuova Sinistra erano diventate molto popolari tra i figli di comunisti ortodossi - spesso erano famiglie ebree immigrate e povere -, compresi alcuni degli odierni neocon più famosi, alcuni neoconservatori arrivarono a disprezzare la controcultura degli anni '60 e ciò che sentivano come un crescente antiamericanismo tra molti dei baby boomers, esemplificato dall'emergente Nuova Sinistra e dal movimento contro la guerra del Vietnam.
La radicalizzazione della Nuova Sinistra spinse questi intellettuali più decisamente a destra; infatti, essi si schierarono verso un più aggressivo militarismo, e si mostrarono delusi dalla Great Society dell'amministrazione Johnson.

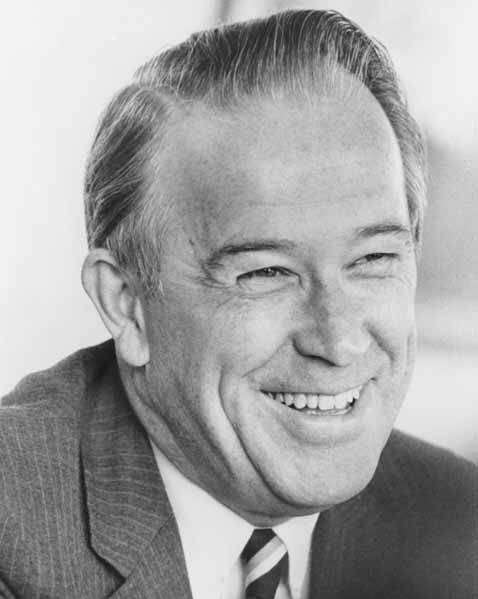
Senatore Henry M. Jackson, influente precursore del neoconservatorismo.

Gli accademici di questi circoli, molti dei quali erano ancora democratici, si ribellarono contro lo spostamento a sinistra del Partito Democratico per quanto riguardava la difesa, specialmente dopo la nomination di George McGovern nel 1972. Molte delle loro preoccupazioni vennero esplicate nel bestseller The Real Majority, scritto dal futuro neocon Ben Wattenberg. Molti di essi si raggrupparono attorno al senatore democratico Henry Jackson, ma in seguito si allinearono con Ronald Reagan ed i repubblicani, che promisero di affrontare l'"espansionismo" sovietico.
Michael Lind, un sedicente ex-neocon, ha scritto che il neoconservatorismo "ha avuto origine negli anni '70 come un movimento di liberali e socialdemocratici antisovietici nella tradizione di Harry S. Truman, John F. Kennedy, Lyndon B. Johnson, Hubert Humphrey ed Henry Jackson, molti dei quali preferivano chiamarsi 'paleoliberali'." Quando la guerra fredda finì, "molti 'paleoliberali' tornarono verso il centro democratico... I neocon di oggi sono il resto ristretto dell'ampia coalizione originale. Comunque, le origini della loro ideologia a sinistra sono ancora evidenti. Il fatto che molti dei neocon più giovani non siano mai stati di sinistra è irrilevante; essi sono gli eredi intellettuali (e, nel caso di William Kristol e di John Podhoretz, letterali) degli ex-socialisti." Archiviato il 1º giugno 2005 in Internet Archive.
Nel suo libro semi-autobiografico, Neoconservatism: The Autobiography of an Idea, Irving Kristol cita una serie di influenze al suo pensiero, che comprendono non solo Max Shachtman e Leo Strauss, ma anche la critica letteraria scetticamente liberale di Lionel Trilling. L'influenza di Leo Strauss e dei suoi seguaci su alcuni neocons ha causato qualche controversia. Alcuni affermano che l'influenza di Strauss abbia creato una visione machiavellica della politica in alcuni neocons.

### Reagan e i neoconservatori
Negli anni '70 la politologa Jeane Kirkpatrick iniziò a criticare il Partito Democratico, di cui faceva ancora parte, a partire dalla nomination presidenziale del pacifista George McGovern; Kirkpatrick si convertì alle idee del neoconservatorismo propugnate da accademici che una volta erano di sinistra.

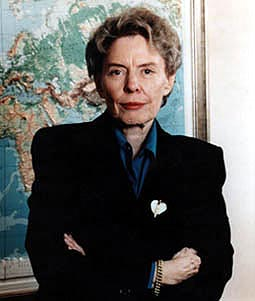
Jeane Kirkpatrick

Durante la campagna elettorale di Ronald Reagan del 1980, questi la arruolò come consigliere per la politica estera e, una volta eletto, la nominò rappresentante degli Stati Uniti all'ONU, posizione che mantenne per quattro anni.
Conosciuta per la sua visione anticomunista e per la sua tolleranza verso le dittature di destra (da lei considerati "regimi moderatamente repressivi" e quindi criticati meno), sostenne che gli USA non avrebbero dovuto aiutare il rovesciamento di tali regimi se questi avessero solo potuto essere sostituiti con regimi di sinistra ancora meno democratici. Il rovesciamento dei regimi di sinistra era accettabile ed a volte essenziale in quanto essi servivano da baluardo contro l'espansione degli interessi dei sovietici.
Sotto questa dottrina, conosciuta come dottrina Kirkpatrick, l'amministrazione Reagan all'inizio tollerò leader come Augusto Pinochet in Cile e Ferdinand Marcos nelle Filippine. Verso la fine degli anni '80, comunque, una seconda generazione di neocon, come Elliot Abrams, spinse per una chiara politica di supporto alla democrazia contro i dittatori a prescindere dal loro orientamento politico. Così, mentre il sostegno americano a Marcos continuò anche dopo le fraudolente elezioni del 7 febbraio 1986, iniziò un dibattito dentro l'amministrazione riguardante come e quando opporsi a Marcos.
Nei giorni seguenti, a causa del rifiuto popolare ad accettare Marcos come vincitore, crebbe l'agitazione nelle Filippine. L'amministrazione Reagan allora raccomandò a Marcos di accettare la sconfitta e lasciare il paese, cosa che fece. Il team di Reagan, in particolare l'assistente segretario di Stato per gli affari interamericani Elliot Abrams, supportò anche il plebiscito cileno che nel 1988 portò il Paese alla democrazia ed alla rimozione del dittatore Pinochet. Attraverso il National Endowment for Democracy, guidato da un altro neocon, Carl Gershman, furono donati dei fondi all'opposizione di Pinochet al fine di assicurare delle elezioni equilibrate.
In questo senso, i responsabili di politica estera neoconservatori dell'era Reagan erano differenti da alcuni dei loro predecessori conservatori più tradizionalisti, così come dalla vecchia generazione di neocon. Mentre molti di questi ultimi pensavano che gli alleati dell'America dovevano essere difesi a tutti i costi, qualsiasi fosse la natura del loro regime, molti neocon più giovani supportavano di più l'idea di cambiarli per renderli più compatibili ed in linea con i valori statunitensi.
La fede nell'universalità della democrazia sarebbe stato un valore-chiave dei neocon, che avrebbe continuato a giocare un ruolo più esteso nel periodo dopo la guerra fredda. Comunque, alcuni critici avrebbero detto che la loro enfasi sul bisogno di imporre dall'esterno un "cambio di regime" per le nazioni "canaglia" come l'Iraq era in contrasto col principio democratico di autodeterminazione. Gran parte dei neocon hanno considerato invalido questo argomento perché, per loro, solo un Paese con un governo democratico è in grado di esprimere una vera determinazione per il suo popolo.
Da parte sua, Reagan non intraprese interventi a lungo termine per dirigere la rivoluzione sociale nel Terzo mondo che molti dei suoi consiglieri avrebbero voluto. Invece, favorì soprattutto interventi veloci per attaccare o rovesciare gruppi terroristi o governi di sinistra, interventi che aumentarono un senso di trionfalismo post-guerra del Vietnam tra gli americani, come gli attacchi a Grenada e in Libia, e finanziamenti a milizie di destra del Centro America, inclusi i Contras che cercavano di rovesciare il governo sandinista del Nicaragua.
Cosa più importante, Reagan si distanziò nettamente dai neocon per quanto riguarda l'Unione Sovietica di Michail Gorbačëv, intraprendendo una strategia conciliatoria incentrata sul disarmo e sulla democratizzazione invece che sullo scontro e sul riarmo. Comunque, Reagan aveva compiuto il suo strappo più decisivo con i neocon nel 1983 quando aveva rifiutato di rimanere impegnato nella guerra civile in Libano e si era mostrato piuttosto indifferente nei confronti di Israele. Molti neocon s'infuriarono con Reagan per tutte queste ragioni; Norman Podhoretz arrivò addirittura a paragonarlo a Neville Chamberlain.
In generale, molti neocon pensano che il collasso dell'Unione Sovietica sia direttamente dovuto alla linea dura di Reagan, ed alla bancarotta dovuta al tentativo di tenere il passo della corsa al riarmo. Quindi, vedono ciò come una forte conferma della loro visione del mondo, nonostante l'accusa per la quale essi avrebbero largamente riscritto questa storia.

### I neoconservatori sotto Bush padre e Clinton
Durante gli anni '90, i neocon erano ancora una volta al lato opposto rispetto alla visione di politica estera della classe dirigente, sia sotto l'amministrazione repubblicana di George H. W. Bush sia sotto quella democratica del suo successore, il presidente Bill Clinton. Molti critici accusarono i neoconservatori di aver perso la loro ragion d'essere ed influenza in seguito al collasso dell'Unione Sovietica. Altri sostengono che essi hanno perso il loro status a causa del loro coinvolgimento nell'Irangate durante l'amministrazione Reagan.
Gli scrittori neocon erano critici nei confronti della politica estera post-guerra fredda di George H. W. Bush e di Bill Clinton, che attaccavano per aver ridotto le spese militari e in quanto agivano senza un senso di idealismo nella promozione degli interessi americani. Essi accusarono queste amministrazioni ritenendo che mancavano di "chiarezza morale" e della convinzione di intraprendere gli interessi strategici americani in modo unilaterale.
Particolarmente stimolante per il movimento fu la decisione di George H. W. Bush e del generale Colin Powell di lasciare Saddam Hussein al potere dopo la prima guerra del Golfo nel 1991. Alcuni neoconservatori videro questa politica e la decisione di non aiutare i gruppi dissidenti indigeni come i Curdi e gli Sciiti nella loro resistenza ad Hussein nel biennio 1991-1992, come un tradimento dei principi democratici.
Ironicamente, alcuni di quegli stessi politici oggetto di critica sarebbero in seguito avrebbero sostenuto alcune politiche neoconservatrici. Nel 1992, riferendosi alla prima guerra del Golfo, l'allora segretario della Difesa e futuro vicepresidente Dick Cheney, disse:
Negli anni seguenti alla guerra del Golfo in Iraq, molti neoconservatori fecero pressioni per destituire Saddam Hussein. Il 19 febbraio 1998, una lettera aperta per il presidente Clinton fu firmata da dozzine di intellettuali, molti dei quali si identificavano sia con il neoconservatorismo sia, successivamente, con gruppi ad esso collegati come il PNAC, raccomandando un'azione decisiva per rimuovere Saddam dal potere. 
I neoconservatori parteciparono anche alla blue team, che premeva per una politica di scontro con la Cina e un forte supporto militare e diplomatico per Taiwan.

### L'amministrazione di George W. Bush
I sostenitori del neoconservatorismo spinsero per apportare un cambiamento alla politica estera nel passaggio dall'amministrazione Clinton a quella di George W. Bush. Nonostante ciò, la campagna politica di Bush, e in seguito i primi tempi dell'amministrazione Bush, non sembrarono esibire un forte sostegno nei confronti dei principi neoconservatori, in quanto Bush mantenne la sua idea di opposizione all'idea di "nation-building" e i primi rapporti di confronto sulla politica estera con la Cina furono intrattenuti senza i metodi "rumorosi" supportati da alcuni pensatori neoconservativi.
Inoltre nei primi tempi dell'amministrazione alcuni neoconservatori criticarono l'amministrazione Bush perché ritenevano fosse troppo poco a favore dello Stato di Israele e affermavano che la sua politica estera fosse nella sostanza troppo simile a quella di Clinton.

#### L'incidente dell'aereo spia

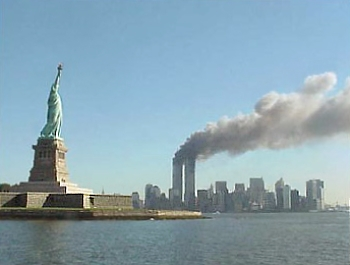
Vista del World Trade Center in fiamme dal mare, con la Statua della Libertà in primo piano, 11 settembre 2001

L'amministrazione Bush fu criticata da alcuni neoconservatori per la reazione conciliante tenuta durante l'incidente dell'aereo spia. Il 1º aprile 2001 un aereo spia EP-3E della Marina militare si scontrò con un caccia Shenyang J-8II cinese sul Mar Cinese meridionale, uccidendo il pilota cinese e costringendo l'EP-3E a compiere un atterraggio d'emergenza sull'isola cinese di Hainan, dove i 24 membri americani dell'equipaggio furono trattenuti ed interrogati per undici giorni mentre il loro aereo fu perquisito e fotografato dai cinesi. L'amministrazione Bush si attivò per vie diplomatiche ed in seguito inviò una lettera di scuse al ministro degli Esteri cinese . L'ex assistente segretario alla Difesa del presidente Reagan, Frank Gaffney, scrisse in un articolo nella National Review Online: il presidente Bush "dovrebbe usare questa occasione per render chiaro al popolo americano che la Repubblica Popolare Cinese si sta comportando in un modo sempre più bellicoso. Bush ha bisogno di parlare di queste minacce secondo il suo impegno di difendere l'America, le sue forze d'oltremare ed i suoi alleati.".

#### L'11 settembre
In seguito agli attentati dell'11 settembre 2001 al World Trade Center e al Pentagono, comunque, l'influenza dei neoconservatori aumentò, almeno se con questo si intende una presa di posizione muscolare riguardo alla politica estera; l'amministrazione Bush sembrò aver trovato la sua missione spostando la minaccia dal comunismo al terrorismo islamico.
Gli attacchi del 9/11 favorirono anche l'identificazione dei neoconservatori con la lotta dello Stato di Israele contro il terrorismo; ciò servì a far percepire un parallelo tra gli USA ed Israele come nazioni democratiche sotto la minaccia di attacchi terroristici. Inoltre, alcuni neoconservatori hanno a lungo sostenuto che gli Stati Uniti avrebbero dovuto emulare le tattiche israeliane riguardanti gli attacchi preventivi, specialmente le azioni compiute negli anni '80 contro le strutture nucleari in Libia e ad Osirak, in Iraq.

#### La dottrina Bush
La dottrina Bush, enunciata dopo l'11 settembre, include il concetto secondo il quale le nazioni che ospitano dei terroristi vanno considerate nemiche degli Stati Uniti. Questo concetto abbraccia anche la dottrina Clinton, secondo la cui visione l'azione militare preventiva è giustificata per proteggere gli Stati Uniti dalla minaccia di terrorismo o di attacchi. Entrambe le dottrine stabiliscono che gli Stati Uniti dovranno essere abbastanza forti da dissuadere potenziali avversari dal perseguire uno sviluppo militare nella speranza di superare o eguagliare il potere statunitense.
Questa dottrina può esser considerata l'abbandono della dottrina della deterrenza (nella guerra fredda attraverso la distruzione reciprocamente assicurata) come mezzo primario di autodifesa. Mentre ci sono stati attacchi preventivi occasionali da parte delle forze statunitensi, solo recentemente gli attacchi preventivi sono diventati la politica ufficiale degli Stati Uniti.
I neoconservatori ottennero una vittoria fondamentale con la dottrina Bush dopo l'11 settembre. Thomas Donelly, un membro dell'influente think tank conservatore, American Enterprise Institute (AEI), che è stato sotto l'influenza dei neoconservatori sin dall'amministrazione Reagan, ha affermato in "The Underpinnings of the Bush doctrine" che
Nel suo molto pubblicizzato articolo "The Case for American Empire" nella rivista conservatrice Weekly Standard, Max Boot sosteneva che "la risposta più realistica al terrorismo è per l'America abbracciare il suo ruolo imperiale." Egli criticava quei sentimenti per il quale "gli USA devono diventare una nazione più gentile e moderata, devono astenersi da stravaganti missioni all'estero, devono diventare, citando Pat Buchanan, 'una repubblica, non un impero'", sostenendo che "nei fatti questa analisi è arretrata: gli attacchi dell'11 settembre 2001 sono il risultato di insufficienti coinvolgimento ed ambizione da parte dell'America; la soluzione è di essere più espansivi nei nostri obiettivi e più sicuri di noi stessi nella loro attuazione."

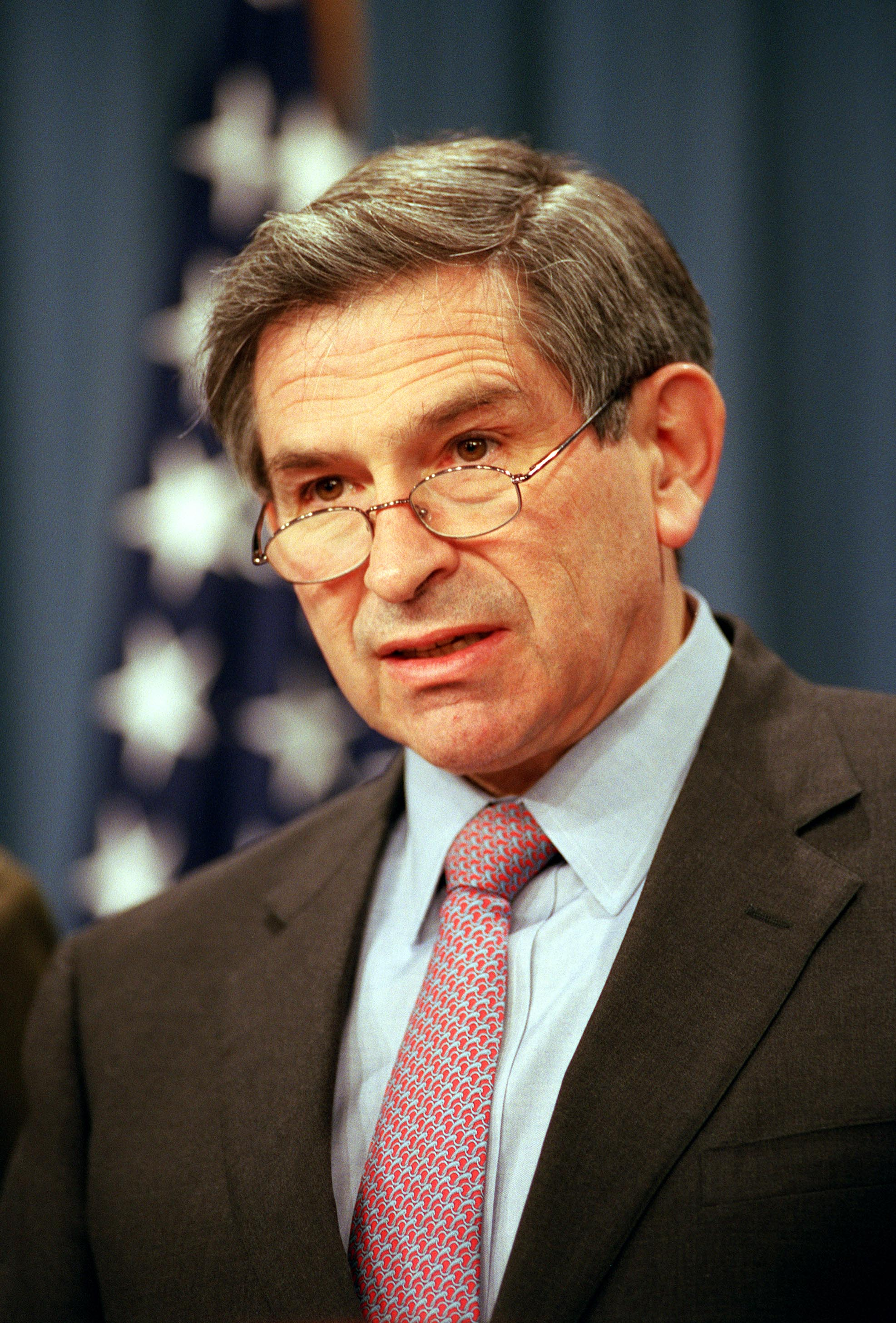
Paul Wolfowitz.

I più prominenti sostenitori della visione neoconservatrice dentro l'amministrazione sono il vicepresidente Dick Cheney, il segretario di Stato Condoleezza Rice e, fino al 2006 (anno in cui ha lasciato l'incarico), il segretario della Difesa Donald Rumsfeld.
Allo stesso tempo, ci sono stati limiti al potere dei neoconservatori nell'amministrazione Bush. L'ex segretario di Stato Colin Powell (così come l'intero Dipartimento di Stato) è stato spesso visto come un avversario delle idee neoconservatrici. Comunque, con le sue dimissioni e con la promozione di Condoleezza Rice, insieme alle diffuse dimissioni all'interno del Dipartimento di Stato, dentro l'amministrazione Bush il punto di vista neoconservatore si è solidificato. Se la nozione dei neocon di azione dura e decisiva è stata evidente nella politica statunitense riguardo al Medio Oriente, essa non si è vista nella politica nei confronti della Cina e della Russia o nel gestire la crisi nucleare nordcoreana.

#### Impatto della guerra in Iraq sulla filosofia neoconservatrice

##### I neoconoservatori e le accuse di appeasement
I proponenti neoconservatori dell'invasione dell'Iraq nel 2003 paragonarono il conflitto alla posizione di Churchill nei confronti di Adolf Hitler. In una svolta significativa dentro il movimento neoconservatore, alcuni ex sostenitori della realpolitik come il segretario alla Difesa Donald Rumsfeld, che aveva sostenuto Saddam Hussein durante l'amministrazione di Ronald Reagan in quanto contrappeso all'Iran post-rivoluzionario (proprio come il sostegno del presidente Roosevelt nei confronti di Stalin durante la seconda guerra mondiale), iniziarono ad utilizzare una retorica ideologica che paragonava Hussein a Stalin ed Hitler. Il presidente George W. Bush parlò del dittatore iracheno come il "grande male" che "per la sua ricerca di armi spaventose, per i suoi collegamenti con gruppi terroristici, minaccia la sicurezza delle nazioni libere, comprese quelle europee."
Negli scritti di Paul Wolfowitz, Norman Podhoretz, Elliott Abrams, Richard Perle, Jeane Kirkpatrick, Max Boot, William Kristol, Robert Kagan, William Bennett, Peter Rodman ed altri neoconservatori influenti nel forgiare le dottrine di politica estera dell'amministrazione Bush, ci sono frequenti riferimenti alla politica di appeasement condotta nei confronti di Hitler a Monaco nel 1938, alla quale sono paragonate le politiche di deterrenza e contenimento (invece di rollback) applicate durante la guerra fredda nei confronti dell'Unione sovietica e della Cina.
Mentre alcuni più convenzionali esperti di politica estera sostenevano che l'Iraq poteva essere controllato rafforzando le  No-Fly Zone e con le ispezioni da parte delle Nazioni Unite per ridurre la sua capacità di possedere armi chimiche o nucleari, i neoconservatori considerarono questa politica inefficace e la etichettarono come appeasement.

##### Impatto della guerra in Iraq sull'influenza dei neoconservatori
La guerra che l'amministrazione Bush continua a combattere in Iraq può essere considerata come un test della validità pratica del pensiero e dei principi neocon. Se la guerra in Iraq ha successo nello stabilizzare l'Iraq ed il Medio Oriente, allora le idee neoconservatrici avranno realizzato un successo. Se, però, la guerra in Iraq destabilizza ancora di più il Medio Oriente o porta ad un nuovo regime che dà adito a terroristi e criminali, in questo caso le idee neoconservatrici avranno subito un duro colpo.
Inoltre, se la guerra in Iraq ha successo nel fondare una democrazia robusta ed autosufficiente, l'influenza del pensiero neoconservatore sul Partito Repubblicano probabilmente si consoliderà o potrebbe addirittura aumentare. Se la guerra si prolunga, richiedendo una spesa eccessiva in termini di perdite americane e di denaro, e fonda in Iraq un governo debole o inefficace, incapace di controllare il terrorismo ed il crimine, allora l'influenza dei neocon dentro il Partito Repubblicano probabilmente diminuirà.

### Nell'amministrazione Trump
I primi passi della presidenza di Donald Trump hanno fatto parlare di una derivazione da alcune tematiche neo-con: "finanza e militari non sono ricomparsi insieme per caso ma perché da decenni, sotto l’ombrello ideologico neo-con (dove “con” sta per conservatori, anche quelli del Partito democratico), sono la testa e il braccio di un unico genere di globalizzazione, quella che fa gli interessi delle grandi compagnie transnazionali".

## Critiche al neoconservatorismo
I neoconservatori sono stati spesso criticati dagli oppositori per l'invasione americana in Iraq, vista da molti di loro come una iniziativa unilaterale neoconservatrice.

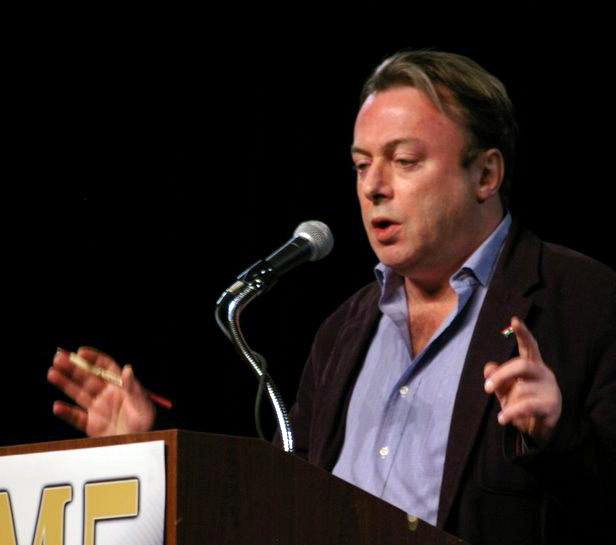
Christopher Hitchens, intellettuale di sinistra avvicinato ai neocon

Alcuni politologi considerano il neoconservatorismo una variante di destra dell'idea troskista della rivoluzione permanente, a sua volta figlia del giacobinismo, variante nazionalista di sinistra del movimento rivoluzionario  illuminista, e della volontà di diffondere ed esportare, anche con l'uso massiccio della forza militare, la rivoluzione francese e la laicità da parte di Robespierre e Napoleone Bonaparte (come infatti accadde in tutta Europa): allo stesso modo i neocon desiderano "esportare la democrazia e i diritti umani", un'espressione resa nota, anche con connotati negativi da parte dei mass media, per definire l'azione di George W. Bush.

### Giacobinismo, bolscevismo
Il conservatore tradizionale Claes Ryn ha criticato i neocon affermando che "i neoconservatori sono una varietà di neo-giacobini". Ryn asserisce che i veri conservatori rifiutano l'esistenza di un modello o di una filosofia universale politica ed economica adattabile ad ogni società o cultura e crede che le istituzioni di una società dovrebbero essere modellate in base alla cultura tipica di ogni popolazione mentre i neo-giacobini sono in fondo attaccati a principi
sovranazionali e anti storici che dovrebbero soppiantare le particolari tradizioni di ogni società. I nuovi Giacobini vedono se stessi come coloro che stanno della parte del giusto, del bene, che combattono il male, di conseguenza i neocon non vedono di buon occhio le culture che non condividono l'idea democratica come modello di governo.
Ryn obietta inoltre che ciò che chiama neo-giacobismo guarda all'America come base dei principi universali e assegna agli Stati Uniti il ruolo di supervisore dell'ordine del mondo. Gli aderenti del neo-giacobismo hanno il dogmatico compito di veri credenti e sono propensi alla retorica moralistica. Essi chiedono, fra le altre cose, "limpidezza morale" nella relazione con regimi che non perseguono gli stessi principi americani. Essi vedono loro stessi come campioni di virtù.(p. 384).
Perciò il neoconservatorismo è simile al bolscevismo: nello stesso modo in cui i Bolscevichi volevano distruggere, in tutto il mondo, il modo di vivere comune per instaurare il comunismo, i neoconservatori vogliono imporre il libero mercato, il capitalismo e l'American-style liberal democratico invece del socialismo.
Il colonnello Lawrence Wilkerson, primo capo dello staff del segretario di stato U.S.A Colin Powell, intervistato da un settimanale tedesco nel dicembre del 2005 ebbe a dire: "Loro non sono nuovi conservatori. Sono Giacobini. E loro padre è il leader della rivoluzione francese Maximilien Robespierre."
Il desiderio neoconservatore di espandere la democrazia all'estero è collegato alla teoria Trotskista della rivoluzione permanente. Lo scrittore Michael Lind afferma che i neoconservatori sono influenzati dalla visione Trotskyista come ad esempio James Burnham e Max Shachtman, che ha affermato "Gli Stati Uniti e altre società simili sono denominati da una nuova decadente classe borghese." Per Lind il concetto di "rivoluzione globale democratica" non è altro che una deriva del pensiero trotskyista espresso nella quarta internazionale quando Trotsky parlò della necessità della rivoluzione permanente. Lo stesso Lind indica anche ciò che vede di marxista nell'"economica idea deterministica che la democrazia liberale è un epifenomeno (fenomeno secondario) del capitalismo", per Lind questa idea è "Marxismo con imprenditori sostituiti da proletari redenti a eroico soggetto della storia."
Le più comune critiche a Lind arguiscono che non c'è nessuna connessione teorica tra il concetto di rivoluzione permanente, la quale è basata sulle diverse fasi graduali tipiche del comunismo ossia: Prima fase democrazia, Seconda fase socialismo e terza comunismo. Questa idea non ha niente a che fare con la radice Wilsoniana del movimento neocon.
Lind dice inoltre che l'organizzazione e l'ideologia neoconservatrice ha origini di sinistra-liberale. Lind traccia una linea derivante dal centrosinistra anticomunista (dal Congresso per la cultura libera alla Commissione del pericolo presente fino al Progetto per il nuovo secolo) e aggiunge che "I modelli social democratici europei ispira la quintessenza degli istituti conservatori, la Dotazione Nazionale per la democrazia."
L'origine trotskista dei neocons è stata sostenuta anche dal filosofo marxista Costanzo Preve.

### Conflitti con i conservatori libertari
C'è anche un conflitto tra neoconservatori e conservatori libertari. I conservatori libertari sono ideologicalmente opposti a governi liberali e guardano alle ambizioni in politica estera dei neoconservatori con sfiducia. Ron Paul, un repubblicano libertario eletto in Texas, ha alzato la voce più volte contro l'amministrazione Bush sia per ciò che riguarda la politica estera che per quanto riguarda il fisco, asserendo come principio morale guida quello del non-intervento.

### Divergenze con business lobby, conservatori fiscali
Ci sono stati numerosi conflitti tra neoconservatori e business conservatori in diverse aree. L'esempio senza dubbio più lampante è quello riguardante la questione cinese: i neoconservatori tendono a vedere la Repubblica popolare cinese come una minaccia incombente per gli Stati Uniti e propendono per aspre politiche al fine di contenere questa minaccia.
Gli imprenditori conservatori vedono invece la Cina come un'immensa opportunità economica e guardano ad una forte politica contro la Cina come ad un'opposizione ai loro desideri commerciali e di progresso economico.
Gli imprenditori conservatori appaiono inoltre molto meno fiduciosi riguardo alle istituzioni internazionali. Infatti, sulle questioni relative alla Cina i neoconservatori tendono a trovarsi molto più d'accordo con i Liberal-democratici che con gli imprenditori conservatori.

### Frizione con il "paleoconservatorismo"
La disputa su Israele e politica domestica ha contribuito ad accrescere negli anni il conflitto con i paleoconservatori, il cui specifico nome fu composto come un rimprovero ai loro fratelli "neocon". Ci sono molte questioni personali ma effettivamente il punto di vista paleoconservatore e quello neoconservatore sono in contrasto in numerosi punti: libero commercio, immigrazione, isolazionismo, welfare state e in qualche caso riguardo all'aborto e l'omosessualità.

## Neoconservatorismo, sionismo e "doppia lealtà"
Alcuni oppositori dei neoconservatori hanno enfatizzato la loro attenzione alla politica di Israele, evidenziando la presenza di un certo numero di ebrei (minoranza che negli Usa è in maggioranza e tradizionalmente democratica) nelle file del movimento neoconservatore per sollevare la questione della doppia lealtà (agli USA e a Israele). Alcuni oppositori, come Pat Buchanan e Juan Cole, hanno accusato i neoconservatori di mettere gli interessi d'Israele prima di quelli dell'America. In risposta a tale critica, i neoconservatori li hanno a loro volta accusati di antisemitismo.
Diversi teorici del complotto come David Duke hanno attaccato il neoconservatorismo come un agente degli "interessi ebraici". Per elaborare questa idea, sono stati usati spesso classici luoghi comuni antisemiti, come quello per cui gli ebrei raggiungono il potere mettendo sotto controllo le idee dei dirigenti politici. Similmente, durante l'invasione dell'Iraq guidata dagli Stati Uniti, la rivista di sinistra AdBusters pubblicò una lista dei "50 neocons più influenti negli Stati Uniti", facendo notare che metà di loro è ebrea (). Peraltro, molti neoconservatori di spicco, come Michael Novak, Jeane Kirkpatrick, Frank Gaffney e Max Boot non sono ebrei.
Commentando l'enfasi sul tema del presunto filosionismo dei neoconservatori David Brooks sul New York Times ha scritto:
Michael Lind, che si definisce ex neoconservatore, ha scritto nel 2004  Archiviato il 1º giugno 2005 in Internet Archive.:
Rispetto a questo tema è interessante rilevare che all'interno della destra conservatrice USA esiste da tempo un movimento religioso protestante che viene definito sionismo cristiano. I sionisti cristiani credono che il ritorno degli ebrei nella Terra Santa e la fondazione dello stato di Israele nel 1948 sia il compimento delle profezie bibliche (al termine delle quali, peraltro, tutti gli ebrei dovranno riconoscere Gesù come Messia o morire).

Oriana Fallaci

## Esponenti
Il termine "neocon", diventato molto popolare negli ultimi anni, in realtà è piuttosto evanescente e viene rifiutato da molti che vengono inseriti all'interno del movimento dalle semplificazioni giornalistiche. Neocon sono stati definiti ad esempio, Paul Wolfowitz, Daniel Pipes, Christopher Hitchens (il quale ha rifiutato in parte l'etichetta).
Per quanto riguarda la religione e i temi etici, il movimento neocon è assai variegato, unito solo dall'antislamismo: si va dalle posizioni anticlericali di Hitchens ai teocon, sostanzialmente laici ma che appoggiano le "radici cristiane" in funzione anti-islamica, come la Fallaci.
Il movimento neocon, maggioritario in certi periodi storici, come dal 2001 al 2008, è attualmente in minoranza nell'agenda politica americana e nel pensiero internazionale: l'abbandono della scena politica di Wolfowitz, la morte di Hitchens e della Fallaci, lo spostamento marcato su temi filo-religiosi di Ferrara, in Italia e l'avvento della presidenza di Barack Obama, sostenuto anche da ex seguaci dei neocon hanno ridotto di molto l'influenza del movimento, alla luce di alcuni insuccessi nella guerra al terrorismo. Il principale rappresentante e ambasciatore del neoconservatorismo è oggi Daniel Pipes. Un altro esponente è Douglas Murray.

### I neoconservatori in Italia
In Italia vi sono personalità pubbliche che si ispirano ai neoconservatori. La più celebre è stata Oriana Fallaci, autrice di una trilogia di pamhlet anti-islamici.
Va precisato che nel caso dell'Italia c'è una notevole affinità tra il pensiero neoconservatore e la cosiddetta ideologia cristianista propugnata da Marcello Pera e Giuliano Ferrara. Nel caso degli USA invece i neoconservatori si possono considerare abbastanza distinguibili dai teocon del movimento Christian Right.
La fonte per il pensiero neoconservatore italiano è il quotidiano Il Foglio, diretto da Giuliano Ferrara, mentre il più autorevole estimatore del pensiero neo-con nel centro-sinistra è stato Daniele Capezzone, segretario dei Radicali Italiani, il quale ha più volte ricordato di essere "il perfido amico dei perfidi neo-con" (nel 2008 Capezzone ha lasciato sia i Radicali Italiani, sia l'alleanza di centro-sinistra).

## Pubblicazioni e fondazioni

### Fondazioni
- American Enterprise Institute
- Bradley Foundation
- Project for the New American Century
- Foundation for the Defense of Democracies
- Henry Jackson Society - British based umbrella group for neoconservatives and liberal interventionists.

### Pubblicazioni
- Commentary
- Weekly Standard

### Periodici neoconservatori
- Front Page Magazine
- The National Interest
- National Review
- Policy Review
- The Public Interest

## Neocon nella cultura di massa
- La canzone "Sweet Neo Con" dei Rolling Stones è una critica al neoconservatorismo americano, con riferimenti alla guerra in Iraq.
- Nell'album Splinter degli Offspring è presente la canzone Neocon, la quale fa riferimento a George W. Bush.
- I Pro-Pain hanno fatto una canzone intitolata Neo Con.